# Kelly Link
Pour les articles homonymes, voir Link.
Œuvres principales
- La Jeune Détective et autres histoires étranges

Kelly Link, née le 19 juillet 1969 à Miami en Floride, est une nouvelliste et éditrice américaine de science-fiction, fantasy et d'horreur.

## Œuvres

### Romans
- (en) The Book of Love, 2024

### Recueils de nouvelles
- (en) Stranger Things Happen, 2000Une partie de ce recueil a été repris dans La Jeune Détective et autres histoires étranges paru aux éditions Denoël dans la collection Lunes d'encre en 2008
- (en) Magic for Beginners, 2005Une partie de ce recueil a été repris dans La Jeune Détective et autres histoires étranges paru aux éditions Denoël dans la collection Lunes d'encre en 2008
- (en) Pretty Monsters, 2008
- (en) Get in Trouble, 2015
- (en) White Cat, Black Dog, 2023

## Prix
- Prix British Science Fiction
  - Prix British Science Fiction de la meilleure fiction courte 2005 pour Magie pour débutants[1]

- Prix Hugo
  - Prix Hugo de la meilleure nouvelle longue 2005 pour Le Sac à main féerique[2]

- Prix James Tiptree, Jr.
  - Prix James Tiptree, Jr. 1997 pour Voyages avec la reine des neiges[3]

- Prix Locus
  - Prix Locus de la meilleure nouvelle longue 2005 pour Le Sac à main féerique[4]
  - Prix Locus de la meilleure anthologie 2006 pour The Year's Best Fantasy and Horror: Eighteenth Annual Collection (coéditée avec Ellen Datlow et Gavin J. Grant)[4]
  - Prix Locus du meilleur recueil de nouvelles 2006 pour Magic for Beginners[4]
  - Prix Locus du meilleur roman court 2006 pour Magie pour débutants[4]
  - Prix Locus du meilleur roman court 2009 pour Pretty Monsters[4]
  - Prix Locus du meilleur recueil de nouvelles 2024 pour White Cat, Black Dog[4]

- Prix Nebula
  - Prix Nebula de la meilleure nouvelle longue 2001 pour Le Fantôme de Louise[5]
  - Prix Locus du meilleur roman court 2005 pour Magie pour débutants[5]
  - Prix Nebula de la meilleure nouvelle longue 2005 pour Le Sac à main féerique[5]

- Prix Theodore-Sturgeon
  - Prix Theodore-Sturgeon 2016 pour The Game of Smash and Recovery

- Prix World Fantasy
  - Prix World Fantasy de la meilleure nouvelle 1999 pour Le Chapeau du spécialiste[6]
- Bourse MacArthur (2018)[7]